# ニューヨーク市章
ニューヨーク市章 (seal of the city of New York) は、ニューヨーク市の紋章である。

## 概要
1686年に初期のデザインが採用され、SIGILLVM CIVITATIS NOVI EBORACIという文が書かれている。これはそのまま"ニューヨーク市章" (The Seal of the City of New York) という意味である。Eboracumはラテン語でYorkを意味し、ニューヨーク市の名義上の統治者であったヨーク公ジェームズ（イングランド王ジェームズ2世）の爵位である。この爵位は紀元前70年にローマ人によって制定された。
サポーターとして描かれた2人の人物は、ネイティブアメリカンと入植者の統一を表現している。右側の入植者船員はplummet（航海用具）を右手に持っており、右肩の上方には十字棒が描かれている。左側のレナペ族はマンハッタンの先住民で左手に弓を掛けている。
アームズ／シールドの上方にある4枚の風車の羽根は、ニューヨーク市がニューアムステルダムだったころのオランダの歴史を思い出させるものである。ビーバーと小麦粉樽は市の最も初期の貿易品を表している（ニューヨーク市の歴史参照）。4つの樽と風車は、1674年の囲い込み法案 (Bolting Act of 1674) によりニューヨーク市で産み出された膨大な富を象徴している。この法案はニューヨーク市が排他的に製粉と小麦粉の輸出を独占できることを認めるものであった。シールドとサポーターは水平のゲッケイジュの枝の上に描かれている。
紋章上部のクレストは、アメリカ独立戦争後の1784年に追加されたハクトウワシである。この変更以前は王冠がこの場所に配置されていた。これはイギリス植民地時代の君主政治の支配者を表していた。このワシは球形の紋章の上部に描かれている。下部には"1625"という年が記されている。これはフォート・アムステルダムがニューアムステルダム管区 (province) の首都として制定された年である。このオランダの入植地は後のニューヨーク市となる。最初のオランダの入植者は実際は1624年にこのエリアに到達しており、ニューアムステルダムの町は1653年に創立された（自治権を得た）。イングランド人は1664年にこのエリアに到達した。ニューネーデルランド総督 (en) のピーター・ストイフェサントは1664年9月8日にイギリスへの降伏調書に調印し、ニューアムステルダムはニューヨークという名称になった。ニューヨークの300周年記念行事として1964年ニューヨーク万国博覧会がクイーンズ区のフラッシング・メドウズ・コロナ・パークで開催された。この時、1957年のフラッシング抗議書 (en) に則り、信教の自由が初めて認識された。
月桂冠 が紋章を取り巻いている。
市書記が市章の管理者 (custodian) である。

## デザイン変更
| 変更年 | 変更内容                               |
| ------ | -------------------------------------- |
| 1784年 | ハクトウワシが王冠の代わりに追加される |
| 1915年 | 年が1686から1664へ変更される           |
| 1977年 | 年が1664から1625へ変更される           |